# Contea di Horinger
La contea di Horinger (和林格尔S, Hélíngé'ěr XiànP) è una contea della Cina, situata nella regione autonoma della Mongolia Interna e amministrata dalla prefettura di Hohhot.